# Institut de défense de la Baltique
L'Institut de défense de la Baltique (en anglais : Baltic Defence College, sigle BALTDEFCOL) est un établissement d'enseignement supérieur dont le siège est à Tartu en Estonie.

## Présentation
L’institut est un établissement multinational de formation militaire fondé en 1999 par les trois États baltes (Estonie, Lettonie et Lituanie) .
Il sert de centre de recherche stratégique et opérationnelle et dispense une formation militaire professionnelle, aux niveaux intermédiaire et supérieur, des officiers de haut niveau et des responsables gouvernementaux des États fondateurs, d'autres États membres de l'Union européenne (UE) et des pays de l'Organisation du traité de l'Atlantique nord (OTAN), ainsi que d'autres pays européens, notamment l'Arménie, l'Azerbaïdjan, la Bosnie-Herzégovine, la Géorgie, la Moldavie, Monténégro, Serbie et Ukraine.

## Recherche
L'institut organise chaque année des séminaires et des conférences majeures, notamment une cyberconférence et une conférence sur la projection de la Russie.
Le corps professoral de linstitut s'engage également dans des recherches, publiant chaque année un ensrmble d'articles, de livres et d’analyses.

## Commandants
| Nationalité | Grade             | Nom                       | Période   |
| ----------- | ----------------- | ------------------------- | --------- |
| Danemark    | Brigadier général | Michael H. Clemmesen (da) | 1999–2004 |
| Lituanie    | Brigadier général | Algis Vaičeliūnas (lt)    | 2004–2007 |
| Lettonie    | Brigadier général | Gundars Ābols             | 2007–2010 |
| Estonie     | Brigadier général | Meelis Kiili              | 2010–2012 |
| Lituanie    | Major général     | Vitalijus Vaikšnoras (lt) | 2012–2016 |
| Lettonie    | Major général     | Andis Dilāns              | 2016–2020 |
| Estonie     | Brigadier général | Ilmar Tamm                | 2020–     |
| Sources,:   |                   |                           |           |